# Out for Blood (альбом Литы Форд)
Out for Blood — дебютный студийный альбом американской хард-рок-исполнительницы Литы Форд, вышедший в 1983 году.

## Обзор
Out for Blood стал первым альбомом Литы Форд со времён выпуска последней студийной пластинки её предыдущей группы «And Now… The Runaways» (1979) The Runaways, в которой Лита была соло-гитаристкой. После того как группа распалась в 1979 году, Лита на время забросила музыку и стала работать продавцом мужской парфюмерии, автозаправщицей на бензоколонке, инструктором по здоровому образу жизни. Так продолжалось до тех пор, пока она не встретилась с Эдди Ван Халеном, который убедил Литу в том, что она должна заниматься музыкой серьёзно, не зарывать свой талант в землю и создать свою группу.
К Лите присоединился уроженец Калифорнии, ударник Дасти Уотсон, успевший в начале 80-х засветиться в группе Jon & The Nightriders, играющей сёрф-рок, и панк-группе Stepmothers. В 1981 году Stepmothers уже перепевали песню «American Nights», написанную продюсером Runaways Кимом Фоули, для «стороны B» своего сингла «Guardian Angels» (заглавный трек написан гитаристом Sex Pistols Стивом Джонсом). Для записи партии соло-гитары на их кавер-версии была приглашена Лита. И когда Лита предложила Уотсону присоединиться к ней, он сразу согласился. Бас-гитаристом стал канадец Нил Мерривезер, чья карьера началась ещё в середине 60-х, и который был басистом и вокалистом рок-группы Merryweather. Единственные трудности возникли лишь с поиском вокалиста, после долгих и безуспешных поисков которого, Лита решила петь сама.
В 1983 году Форд заключила контракт с лейблом Mercury Records и незамедлительно отправилась в голливудскую студию Cherokee Studios записывать свой первый альбом. Альбом, получивший название Out for Blood, вышел в том же 1983 году и представлял собой сырой хэви-метал с влиянием панк-рока. На заглавную альбому композицию был снят клип и она вышла в качестве сингла. Также в альбом вошла кавер-версия песни «Any Way That You Want Me» Чипа Тейлора, написавшего «Wild Thing», всемирную известность которой принесла английская группа The Troggs.
На оригинальной обложке альбома была изображена Лита, стоящая на фоне гигантской паутины с разорванной надвое кровоточащей гитарой, а надпись Out for Blood была написана кровью. Чтобы альбом всё же попал на витрины магазинов обложку пришлось заменить на изображение Литы с гитарой на фиолетовом фоне.

## Список композиций
1. «Out for Blood» (Лита Форд, Нил Мерривезер) — 2:56
2. «Stay with Me Baby» (Форд) — 4:31
3. «Just a Feeling» (Форд) — 4:41
4. «Ready, Willing and Able» (Форд, Мерривезер) — 2:59
5. «Die for Me Only (Black Widow)» (Форд, Мерривезер) — 3:05
6. «Rock 'n' Roll Made Me What I Am Today» (Пит Хеймлич) — 2:53
7. «If You Can’t Live with It» (Форд) — 4:20
8. «On the Run» (Форд, Мерривезер) — 2:50
9. «Any Way That You Want Me» (Чип Тейлор) — 3:36
10. «I Can’t Stand It» (Форд) — 3:28

## Участники записи

### Музыканты
- Лита Форд — вокал, соло-гитара, ритм-гитара
- Нил Мерривезер — бас-гитара, бэк-вокал, продюсирование, микширование
- Дасти Уотсон — ударные, бэк-вокал

### Производство
- Арти Рипп — продюсер, инженер, микширование
- Джоел Сойффер — продюсер, инженер, микширование
- Брюс Вайлдстейн, Клифф Зелльман, Джон Хэнлон, Лаура Ливинстоун, Рик Нейсвонгер — ассистенты инженеров
- Эндрю Николас — мастеринг